# Bonk Business

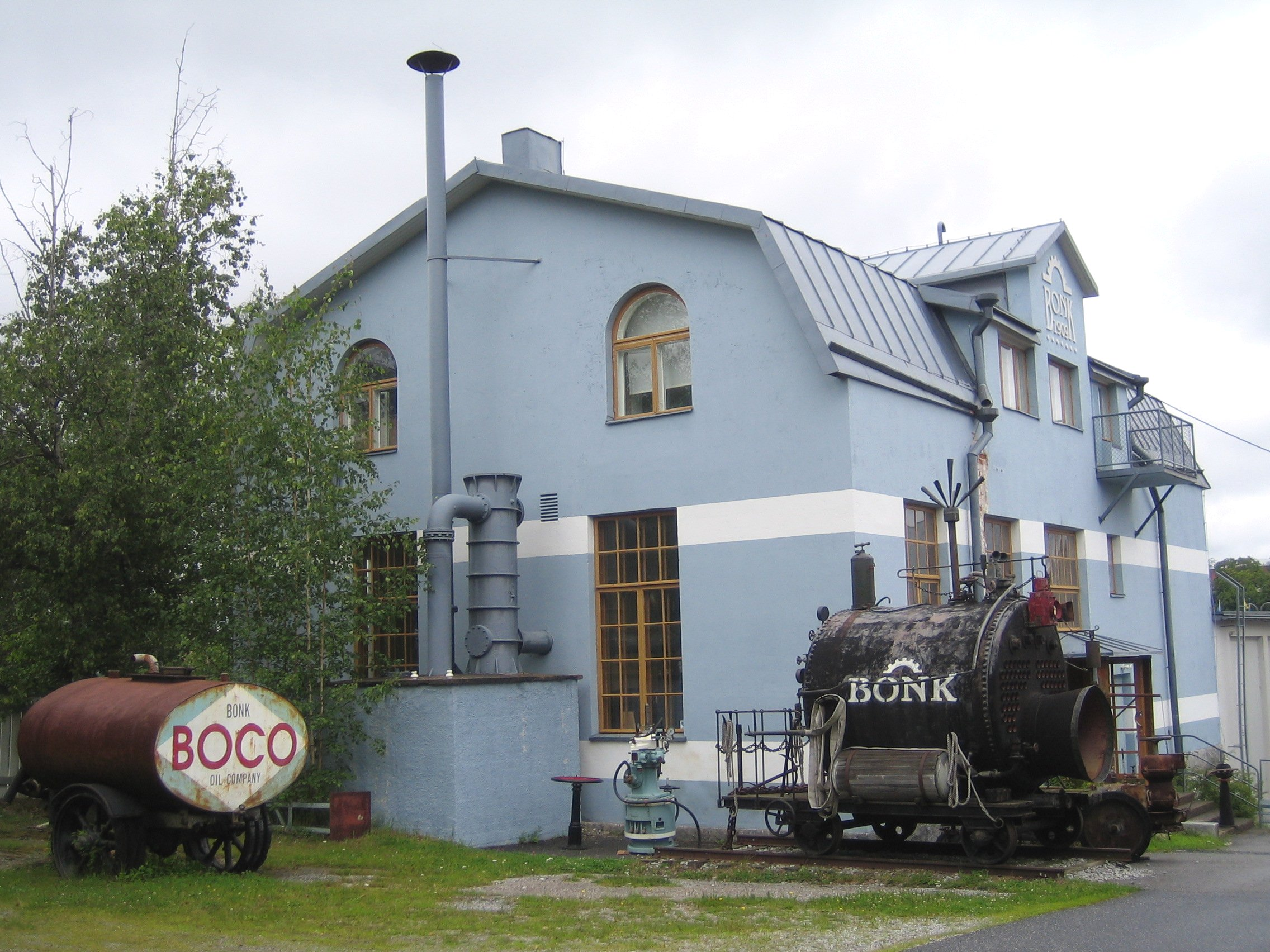
A Bonk cég központja a finnországi Uusikaupunkiban

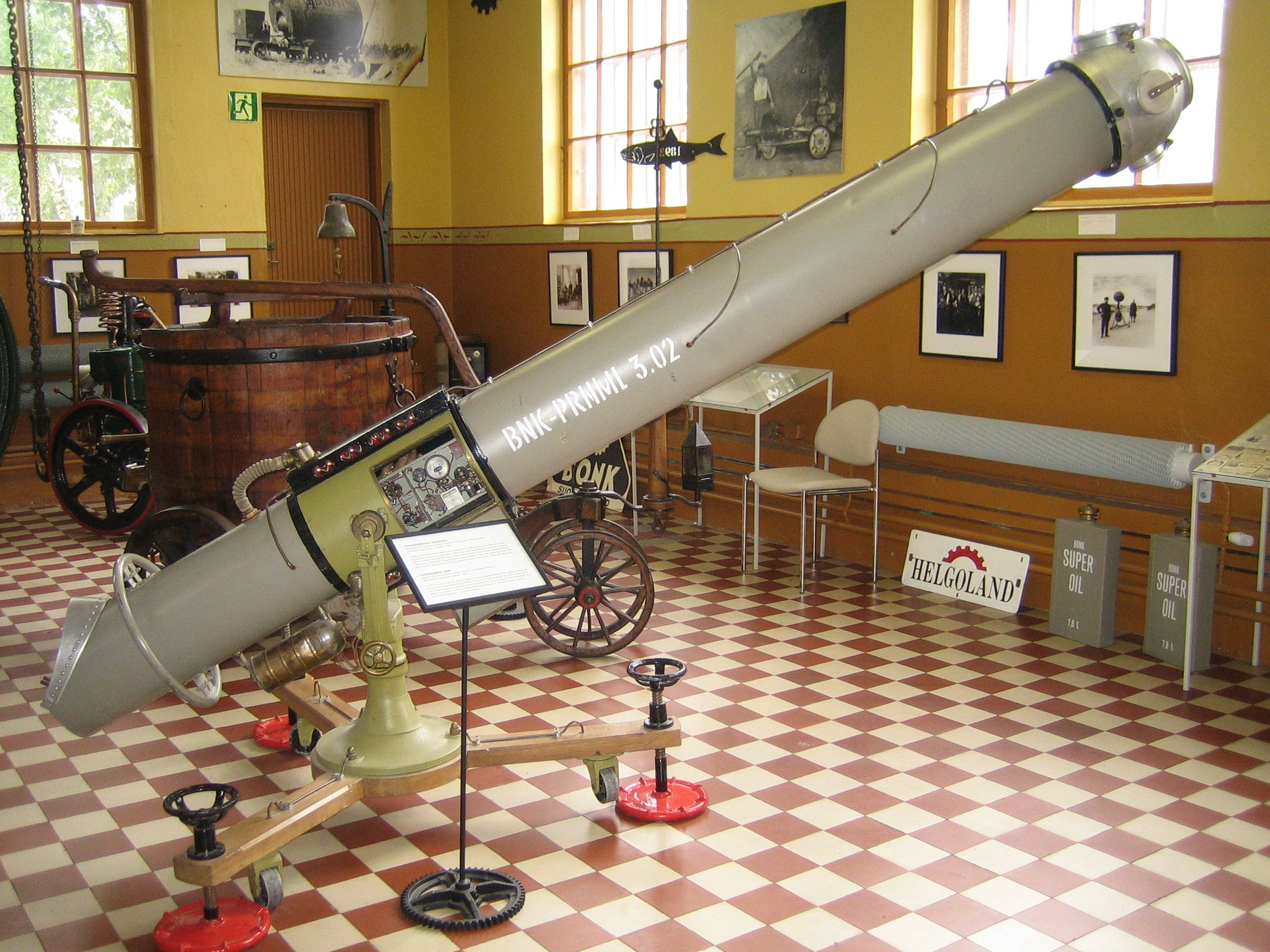
"Paranormális ágyú"

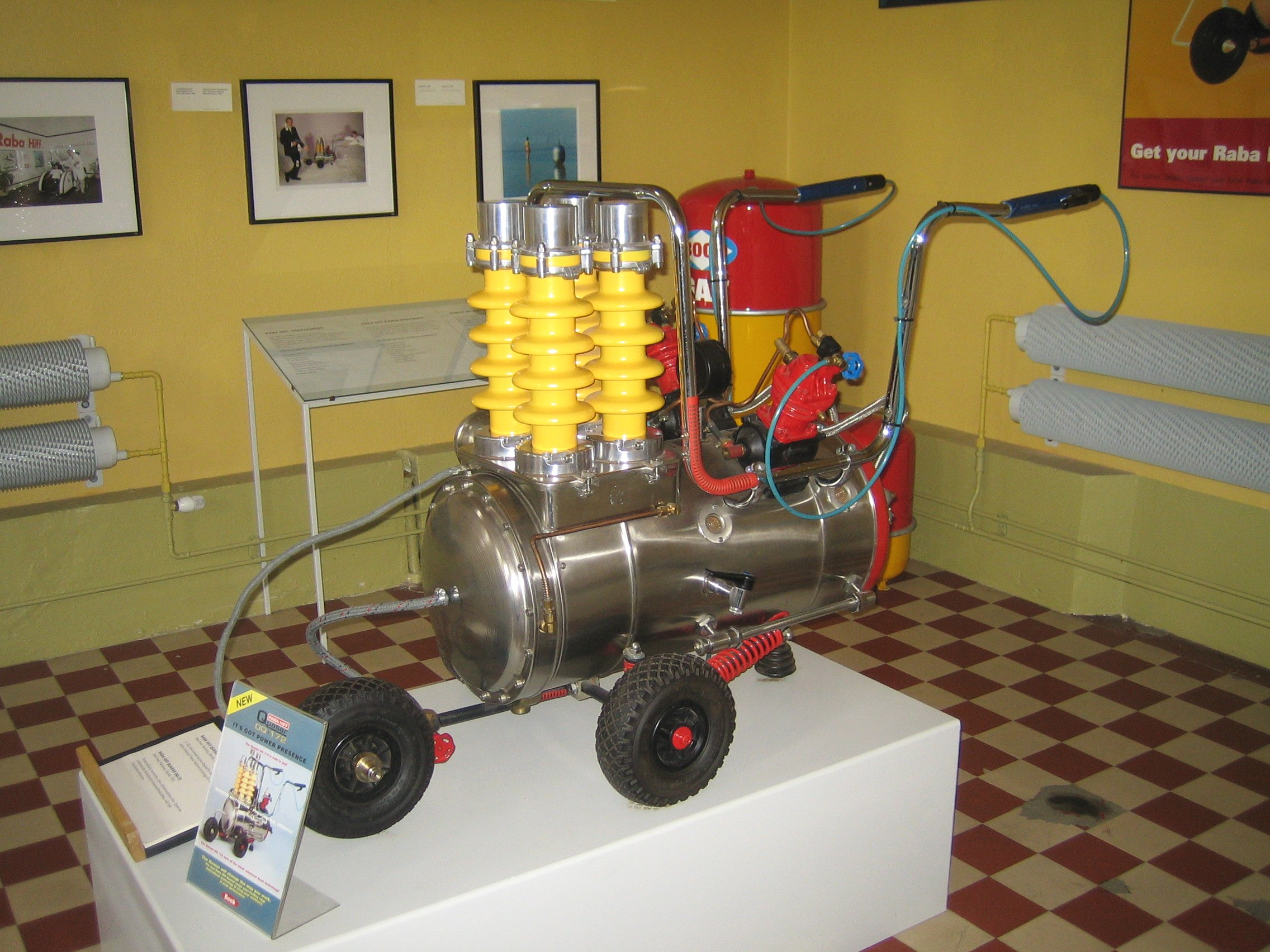
A Raba Hiff gép

A Bonk Business egy fiktív finn cég, amelyet Alvar Gullichsen finn képzőművész talált ki. A „multiglobális” cég „termékei” olyan abszurd „harmadik évezredbeli” technológiákon alapulnak, mint a Teljesen Defunkcionalizált Gépezetek, a Kozmikus Terápia, a Fejlett Dezinformációs Rendszerek és a Lokalizált Fekete Lyukak. A Bonk Business berendezéseinek közös tulajdonsága az, hogy a működésükhöz szükséges energiát szardellákból nyerik.

## A cég története
A Gullichsen által kitalált történet szerint a céget Pär Bonk (1855–1908) alapította. A Bonk család kezdetben halászattal foglalkozott; a tengerből kifogott szardellákból ízesítőszert és kenőanyagként használt szardellaolajat állítottak elő. Az 1883-as Nagy Olajválság idején azonban a szardellaállomány rendkívül megcsappant, részben a túlhalászás miatt, részben pedig azért, mert a pehelyrécék, a szardellák természetes ellenségei, rendkívül elszaporodtak. A megoldást a Pär Bonk által kifejlesztett Réceriasztó jelentette.
Pär Bonk ezután arra fordította a figyelmét, hogy a megcsappant balti szardellaállományt feltöltse. Érdeklődése középpontjába az óriás perui szardella került, de nehézséget jelentett a szubtrópusi halfaj meghonosítása a mostoha északi éghajlati körülmények között. Bonk elektromos fűtőszálakkal melegítette a halszaporító medencéket, és ez vezetett a szardellahatás felfedezéséhez. A szardellák ritmikus, összehangolt mozgása dinamóhatást váltott ki a fűtőszálakban. Az így nyert energia segítségével Bonk újszerű gépek sorozatát fejlesztette ki, köztük a Szardellahajtású Tubákőrlőt.
Az 1900-as évek elején a cég megbízást nyert el az Uráltól keletre elterülő erdőség villamosítására. A cég hatalmas szardella-dinamót telepített a Tunguszka vidékére, de a projekt 1908. június 30-án tragikus ipari balesetbe torkollott, melynek során egy pusztító robbanás több millió hektárnyi erdőt tett a földdel egyenlővé.
A huszadik század első felében a cég kifejlesztette a geopatikus magnetokapilláris hatáson alapuló Elektromágneses Léghajót és a Paranormális Ágyút. 1943-ban a cégalapító unokája, a legifjabb Pärre Bonk Amerikába menekült, és a cég – történetében először – kényszerűségből professzionális irányítás alá került. Pärre (Barry) Bonk Amerikában ismerkedett össze Hans Drüppeldorf professzorral, aki idővel felfedezte a Kozmikus Terápiát és a Lokalizált Fekete Lyukakat. Drüppeldorf professzor és a Bonk Business gyümölcsöző együttműködésének végül egy tragikus feketelyuk-baleset vetett véget 1968-ban. A tragédia után Barry Bonk teljesen visszavonult a nyilvánosságtól.

## Bonk Múzeum
A finnországi Uusikaupunkiban található a Bonk Múzeum, ahol megtekinthetők a cég gyártmányai.